# 翁公園
翁公園，是臺灣高雄市大寮區的一個傳統地域名稱，位於該區偏北方，並延續至東部邊界的中央偏北地帶。相較於今日行政區，其範圍大致包括中庄里西大半部、前庄里東北部及北部邊界地帶中西段、翁園里不含北端及西南端、溪寮里南半部、琉球里不含西部邊界地帶及西南部邊界地帶及東南端、三隆里東北部凸出部分的北側邊界地帶中西段，以及因高屏溪河道變遷而劃出縣界的屏東縣萬丹鄉磚寮村西部、社口村西北部。

## 歷史
台灣日治初期，翁公園地區為一街庄，稱為「翁公園庄」，隸屬於小竹上里。昔日該庄西北及北與磚仔磘庄為鄰，東隔淡水溪（今高屏溪）與社皮庄為界，南邊為大藔庄，西南邊為山仔頂庄。
1901年（日治明治三十四年）11月，全台設置二十廳，該庄隸屬於鳳山廳。1903年（明治三十六年）6月，該庄編入「翁公園區」，隸屬於鳳山廳。1909年（明治四十二年）10月，合併二十廳為十二廳，翁公園區改隸屬於臺南廳。1920年（大正九年）10月，廢十二廳改設五州二廳，該庄改制為「翁公園」大字，隸屬於高雄州鳳山郡大寮庄。
戰後大寮庄改制為大寮鄉，隸屬於高雄縣，大字亦改制為村。1950年10月，高、屏分治，大寮鄉仍隸屬於高雄縣。2010年12月25日，因高雄縣市合併，大寮鄉改制高雄市大寮區，村亦改制為里。

## 聚落
本地區發展較早的聚落有翁公園、琉球仔、打鐵店、中庄等，在日治期初期的官方地圖上已有記載。

## 交通
省道台1線又稱「縱貫公路」，是臺北至楓港的傳統平面幹道，經過本地區西北部暨中庄聚落的北側邊界。由該道路（大方向）北行（當地朝西）可前往鳳山區、三民區、左營區、仁武區西北端、楠梓區等地，南行（當地朝東）可前往屏東縣屏東市、麟洛鄉、內埔鄉、竹田鄉等地。
省道台29線是達卡努瓦至林園的幹道，也是高屏溪-楠梓仙溪流域的主要連絡道路，經過本地區磚子磘聚落。由該道路北行可前往大樹區、旗山區、杉林區、甲仙區、那瑪夏區，並止於達卡努瓦部落內十字路口；南行可前往林園區，並止於省道台17線路口（雙園大橋橋下）。
區道高63線是後庄至後壁寮的道路。
區道高65線是打鐵店至三隆的道路。
區道高66線是前莊至溪埔寮的道路。
區道高68線是內湖至水源地的道路。

## 學校
- 和春技術學院（2021年8月停止招生）大寮校區、大發校區
- 中庄國中
- 翁園國小
- 中庄國小

## 產業
- 萬大工業區
- 和發產業園區和春基地